# St. Kolumban (Unterboihingen)

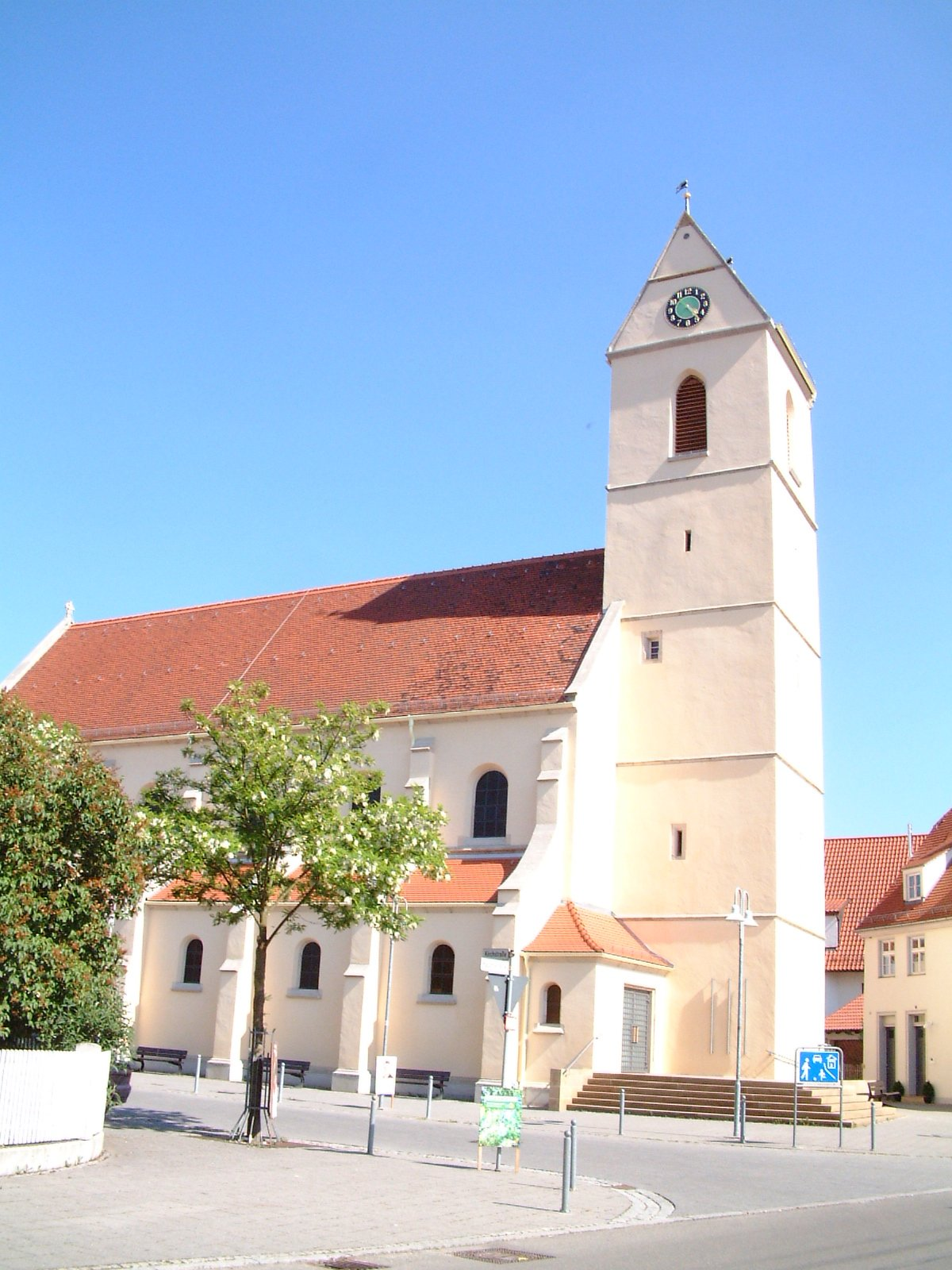
St. Kolumban in Unterboihingen

Die römisch-katholische Pfarrkirche St. Kolumban ist ein geschütztes Kulturdenkmal nach dem Denkmalschutzgesetz. Sie steht in Unterboihingen, einem Ortsteil der Gemeinde Wendlingen am Neckar im Landkreis Esslingen in Baden-Württemberg. Die Kirchengemeinde gehört zum Dekanat Esslingen-Nürtingen der Diözese Rottenburg-Stuttgart.

## Beschreibung
Die Basilika wurde 1910 nach Plänen von Joseph Cades anstelle eines spätgotischen Vorgängerbaus von 1593 errichtet, dessen Turm im Kern erhalten blieb. Der Neubau ist in einem historistischen Mischstil gehalten. Während die Seitenschiffbögen und die Langhausfenster neuromanische Formen zeigen, sind der Chor und das Mittelschiffgewölbe neugotisch.
Das von Strebepfeilern gestützte Langhaus besteht aus einem Mittelschiff und zwei Seitenschiffen, einem eingezogenen, dreiseitig geschlossenen Chor im Osten des Mittelschiffs und dem Turm im Westen, dessen 1948 ergänztes oberstes Geschoss den Glockenstuhl mit vier Glocken beherbergt und der quer mit einem Satteldach bedeckt ist. In beiden Giebeln befindet sich je ein Zifferblatt der Turmuhr.
Auf der Empore im hinteren Teil der Kirche befindet sich eine Orgel, die 1970 von der Orgelwerkstatt Weise erbaut und 1995 restauriert wurde. Das Instrument verfügt über 2088 Orgelpfeifen in 33 Registern auf drei Manualen und Pedal.